# Autopista Jōban
La Autopista Jōban (常磐自動車道 Jōban Jidōshadō?) es una autopista japonesa administrada por East Nippon Expressway Company, que comunica a Tokio, utilizando inicialmente la Metropolitan Expressway No. 6 (Rutas Mukojima - Misato) de la Autopista Shuto, con las prefecturas de Saitama, Chiba, Ibaraki, Fukushima y Miyagi.

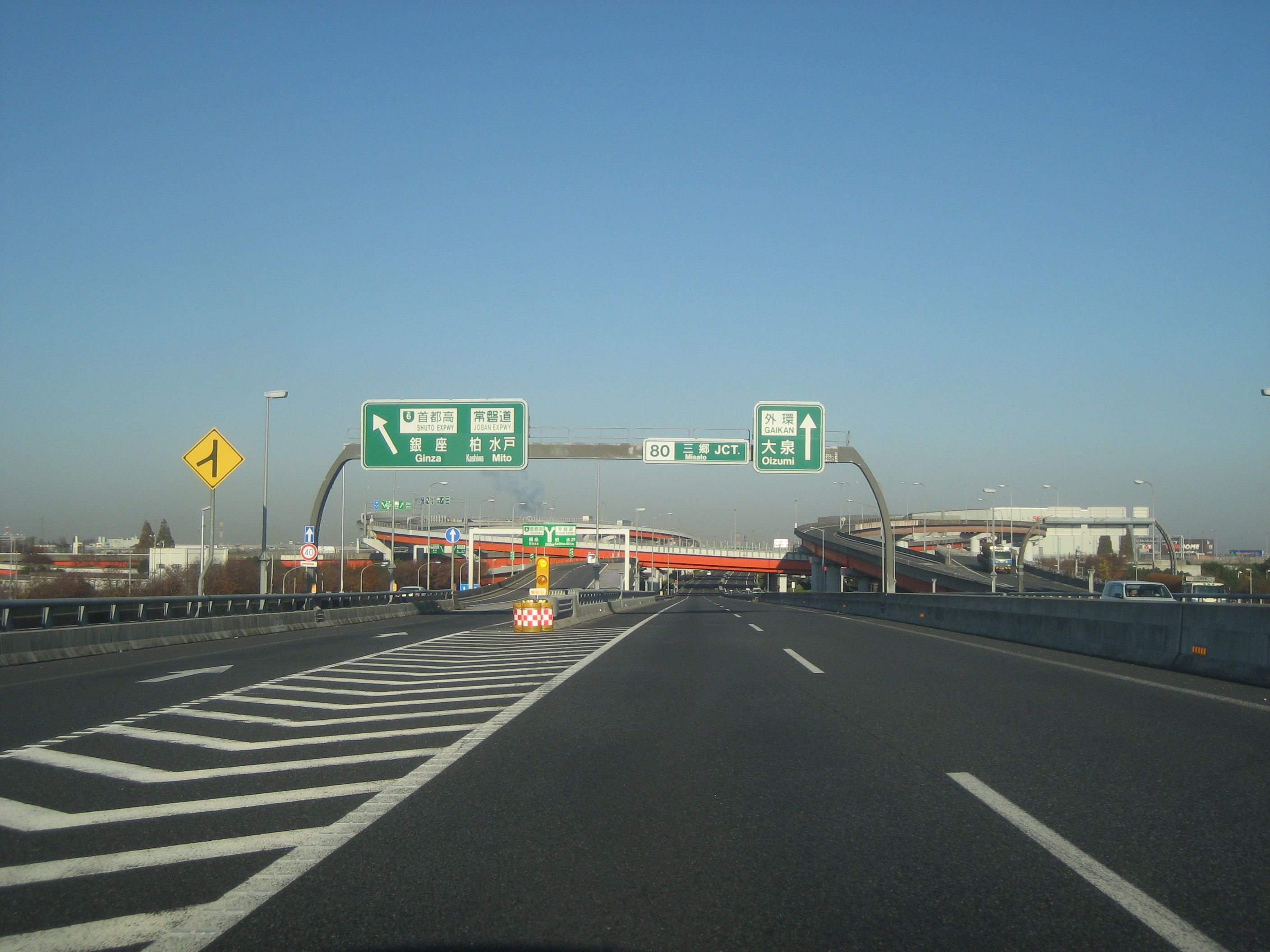
Cruce intercambiador Misato

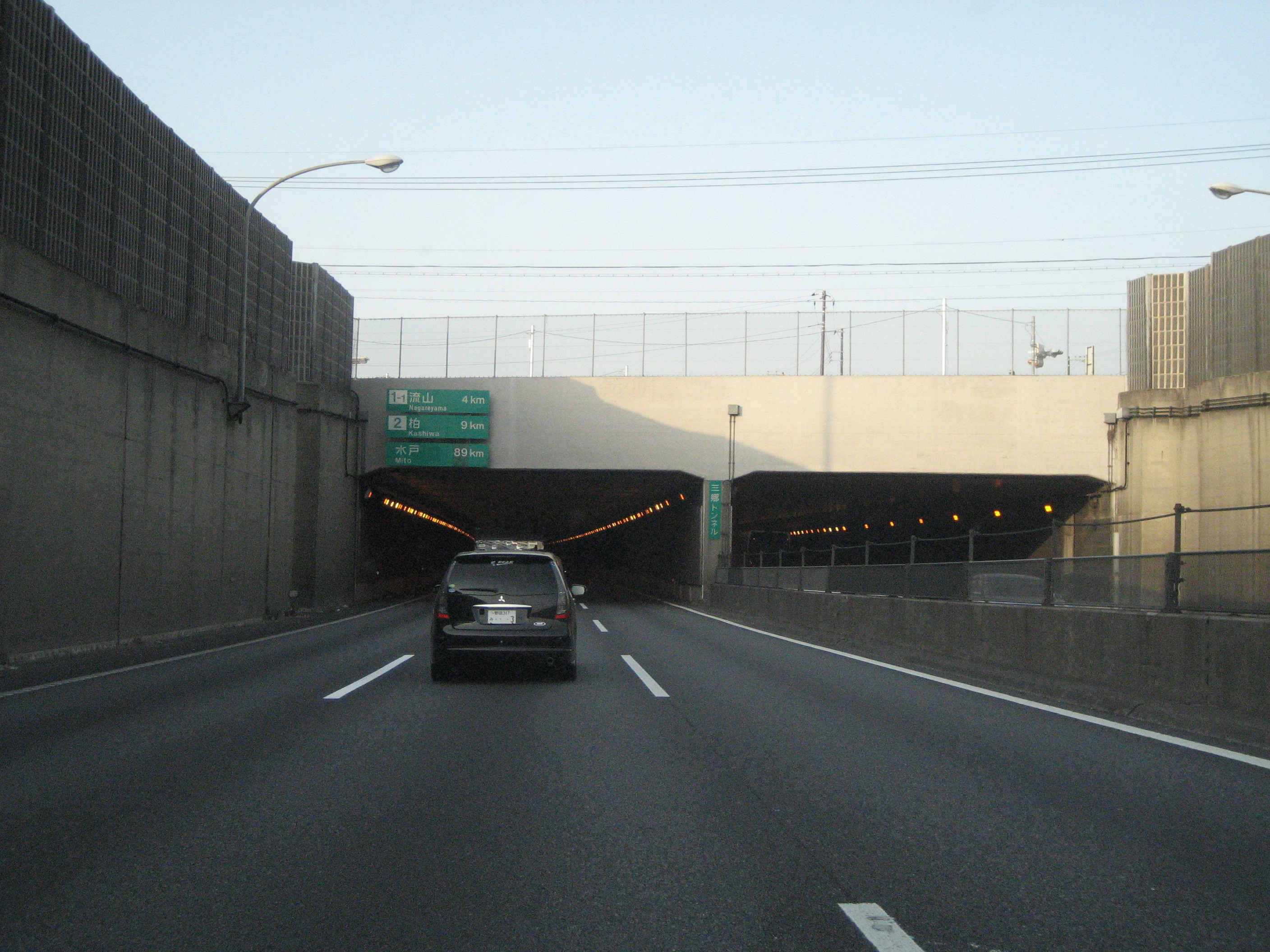
Jōban Expressway - Misato a Nagareyama

Durante la mayor parte de su trayectoria, la autopista es paralela a la Ruta Nacional 6 y a la vía férrea Línea Jōban de la East Japan Railway Company.
Jōban es un acrónimo que consta de dos caracteres: 常 proveniente de la Provincia de Hitachi (常陸国) de la actual Prefectura de Ibaraki y 磐 de la Provincia de Iwaki (磐城国) que corresponde a la parte oriental de la actual Prefectura de Fukushima; la vía también es conocida como  E6 . 

## Detalles de la autopista
La autopista es una ruta importante que conecta el área de Tokio con Mito la capital de la Prefectura de Ibaraki. Más allá de Mito, la autopista sigue una ruta hacia el norte a lo largo de la costa del Océano Pacífico hasta la ciudad de Iwaki en la Prefectura de Fukushima. La mayor parte de la ruta más allá de Iwaki es incompleta; cuando se complete la autopista llegará al área de Sendai y la Jōban Expressway complementará a la Tōhoku Expressway como una autopista de acceso entre Tokio y la Región de Tōhoku.
La autopista lleva el nombre de Jōban desde el cruce intercambiador Misato (Misato JCT) en Misato al intercambiador Watari (Watari IC) en Watari; del intercambiador Watari a la terminación prevista en el intercambiador Tomiya-kita (Tomiya-kita IC) en Tomiya, actualmente el nombre de Jōban Expressway es solamente una designación oficial. La sección desde el intercambiador Watari al intercambiador Sendaikō-kita (Sendaikō-kita IC) en Sendai es la carretera Sendai-Tōbu, la sección desde el intercambiador Sendaikō-kita al cruce intercambiador Rifu (Rifu JCT) en Rifu es la Sanriku Expressway (carretera Senen), y la sección desde el cruce intercambiador Rifu al final de la vía en el intercambiador Tomiya-kita es la carretera Sendai-Hokubu. Se desconoce si el nombre de estas secciones cambiará cuando se complete la Jōban Expressway.

## Intercambiadores y características
- IC - Intercambiador, SIC - Intercambiador smart ,[3] JCT - Cruce intercambiador, SA - Área de servicio, PA - Área de parqueo, BS - Parada de bus, TN - Túnel, BR - Puente, TB - Peaje.

### Ruta principal (Cruce intercambiador Misato - Intercambiador Watari)
| N.º                                                                                        | Nombre                                                            | Conexiones                                                                                              | Dist. de Origen                        | Dist. de Terminal | Parada de bus | Notas | Velocidad Límite                                         | Carriles    | Localización       | Localización              |
| ------------------------------------------------------------------------------------------ | ----------------------------------------------------------------- | --- | -------------------------------------- | ----------------- | ------------- | --- | -------------------------------------------------------- | ----------- | ------------------ | ------------------------- |
| A través de Autopista Shuto Metropolitan Expressway No. 6 (Ruta Misato).                   |                                                                   | |                                        |                   |               | |                                                          |             |                    |                           |
| 1 JCT                                                                                      | Cruce intercambiador Misato                                       | Autopista Shuto Metropolitan Expressway No. 6 (Ruta Misato) C3 Autopista Tokyo-Gaikan Ruta Nacional 298 | 0.0                                    | 300.4             |               | Números JCT del Cruce intercambiador Misato, 80 de Tokyo Gaikan Expressway y 661 de Metropolitan Expressway No. 6 (Ruta Misato) | 80 km/h                                                  | Seis        | Misato             | Saitama                   |
| TN                                                                                         | Túnel Misato                                                      | | ↓                                      | ↑                 |               | | 80 km/h                                                  | Seis        | Misato             | Saitama                   |
| 1-1 TB/SIC                                                                                 | Peaje Misato Intercambiador smart Misato                          | Ruta Prefectural 52 (Ruta Koshigaya Nagareyama)                                                         | 4.2                                    | 296.2             |               | Solo en dirección a Mito | 80 km/h                                                  | Seis        | Misato             | Saitama                   |
| BR                                                                                         | Puente Edogawa (Jōban)                                            | | ↓                                      | ↑                 |               | | 80 km/h                                                  | Seis        | Misato             | Saitama                   |
| BR                                                                                         | Puente Edogawa (Jōban)                                            | Nagareyama                                                                                              | ↓                                      | ↑                 | Chiba         | | 80 km/h                                                  | Seis        |                    |                           |
| 1-2 IC                                                                                     | Intercambiador Nagareyama                                         | Nagareyama                                                                                              | Ruta Prefectural 5 (Ruta Matsudo Noda) | 6.1               | Chiba         | 294.3 | 80 km/h                                                  | Seis        |                    | No existe acceso gratuito |
| 2 IC                                                                                       | Intercambiador Kashiwa                                            | Ruta Nacional 16                                                                                        | 10.8                                   | 289.6             | Chiba         | X | 80 km/h                                                  | Seis        | Cerrado acceso bus | Kashiwa                   |
| 2 IC                                                                                       | Intercambiador Kashiwa                                            | Ruta Nacional 16                                                                                        | 10.8                                   | 289.6             | Chiba         | X | 100 km/h                                                 | Seis        | Cerrado acceso bus | Kashiwa                   |
| BR                                                                                         | Puente Tonegawa (Jōban)                                           | | ↓                                      | ↑                 | Chiba         | | Longitud - 775 m                                         | Seis        |                    | Kashiwa                   |
| BR                                                                                         | Puente Tonegawa (Jōban)                                           | Moriya                                                                                                  | ↓                                      | ↑                 | Ibaraki       | | Longitud - 775 m                                         | Seis        |                    |                           |
| SA                                                                                         | Área de servicio Moriya                                           | Moriya                                                                                                  |                                        | 15.5              | Ibaraki       | 284.9 |                                                          | Seis        |                    |                           |
| 3 IC                                                                                       | Intercambiador Yawara                                             | Ruta Nacional 294                                                                                       | 19.1                                   | 281.3             | Ibaraki       | |                                                          | Seis        | Tsukubamirai       |                           |
| SIC                                                                                        | Intercambiador smart Tsukubamirai                                 | |                                        |                   | Ibaraki       | |                                                          | Seis        | Tsukubamirai       |                           |
| BR                                                                                         | Puente Kokaigawa (Jōban)                                          | | ↓                                      | ↑                 | Ibaraki       | | Longitud - 230 m                                         | Seis        | Tsukubamirai       |                           |
| 4 IC                                                                                       | Intercambiador Yatabe                                             | Ruta Prefectural 19 (Ruta Toride Tsukuba)                                                               | 30.3                                   | 270.1             | Ibaraki       | |                                                          | Seis        | Tsukuba            |                           |
| BS                                                                                         | Parada de bus                                                     | | ↓                                      | ↑                 | Ibaraki       | X | Cerrada                                                  | Seis        | Tsukuba            |                           |
| 4-1 JCT                                                                                    | Cruce intercambiador Tsukuba                                      | C4 Ken-Ō Expressway Ruta Nacional 408                                                                   | 34.6                                   | 265.8             | Ibaraki       | |                                                          | Seis        | Tsukuba            |                           |
| PA                                                                                         | Área de parqueo Yatabe-Higashi                                    | | 36.1                                   | 264.3             | Ibaraki       | |                                                          | Seis        | Tsukuba            |                           |
| 5 IC                                                                                       | Intercambiador Sakura-Tsuchiura                                   | Ruta Nacional 354                                                                                       | 38.7                                   | 261.7             | Ibaraki       | X | Parada de bus cerrada                                    | Seis        | Tsukuba            |                           |
| 5 IC                                                                                       | Intercambiador Sakura-Tsuchiura                                   | Ruta Nacional 354                                                                                       | 38.7                                   | 261.7             | Ibaraki       | X | Parada de bus cerrada                                    | Seis        | Tsuchiura          |                           |
| BS                                                                                         | Parada de bus                                                     | | ↓                                      | ↑                 | Ibaraki       | X | Cerrada                                                  | Seis        | Tsukuba            |                           |
| BS                                                                                         | Parada de bus                                                     | | ↓                                      | ↑                 | Ibaraki       | X | Cerrada                                                  | Seis        | Tsuchiura          |                           |
| 6 IC                                                                                       | Intercambiador Tsuchiura-Kita                                     | Ruta Nacional 125 (Tsuchiura Niihari bypass)                                                            | 46.6                                   | 253,8             | Ibaraki       | |                                                          | Seis        | Tsuchiura          |                           |
| PA                                                                                         | Área de parqueo Chiyoda                                           | | 50.4                                   | 250.0             | Ibaraki       | |                                                          | Seis        | Kasumigaura        |                           |
| 7 IC                                                                                       | Intercambiador Chiyoda-Ishioka                                    | Ruta Nacional 6 (Chiyoda Ishioka bypass)                                                                | 54.7                                   | 245,7             | Ibaraki       | |                                                          | Seis        | Kasumigaura        |                           |
| BR                                                                                         | Puente Koisegawa (Jōban)                                          | | ↓                                      | ↑                 | Ibaraki       | | Longitud - 234 m                                         | Seis        | Kasumigaura        |                           |
| BR                                                                                         | Puente Koisegawa (Jōban)                                          | Ishioka                                                                                                 | ↓                                      | ↑                 | Ibaraki       | | Longitud - 234 m                                         | Seis        |                    |                           |
| BS                                                                                         | Parada de bus Ishioka                                             | | 57.9                                   | 242.5             | Ibaraki       | ○ |                                                          | Seis        |                    |                           |
| 7-1 SIC                                                                                    | Intercambiador smart Ishioka-Omitama                              | Ruta Nacional 355                                                                                       | 60.9                                   | 239.5             | Ibaraki       | |                                                          | Seis        |                    |                           |
| PA                                                                                         | Área de parqueo Minori                                            | | 63.2                                   | 237.2             | Ibaraki       | |                                                          | Seis        | Omitama            |                           |
| BS                                                                                         | Parada de bus                                                     | | ↓                                      | ↑                 | Ibaraki       | X | Cerrada                                                  | Seis        | Omitama            |                           |
| 8 IC                                                                                       | Intercambiador Iwama                                              | Ruta Prefectural 43 (Ruta Ibaraki Iwama)                                                                | 69.1                                   | 231.3             | Ibaraki       | X | Parada de bus cerrada                                    | Seis        | Kasama             |                           |
| BR                                                                                         | Puente Hinumagawa (Jōban)                                         | | ↓                                      | ↑                 | Ibaraki       | | Longitud - 169 m                                         | Seis        | Kasama             |                           |
| 8-1 SA/SIC                                                                                 | Área de servicio Tomobe/ Intercambiador smart Tomobe              | Ruta Prefectural 16 (Ruta Ōarai Tomobe) Ruta Prefectural 52 (Ruta Ishioka Shirosato)                    | 72.8                                   | 227.6             | Ibaraki       | |                                                          | Seis        | Kasama             |                           |
| 8-2 JCT                                                                                    | Cruce intercambiador Tomobe                                       | E50 Kita-Kantō Expressway                                                                               | 74.0                                   | 226.4             | Ibaraki       | |                                                          | Seis        | Kasama             |                           |
| BS                                                                                         | Parada de bus Uchihara                                            | | 77.9                                   | 222.5             | Ibaraki       | ○ |                                                          | Seis        | Mito               |                           |
| 9 IC                                                                                       | Intercambiador Mito                                               | Ruta Nacional 50                                                                                        | 82.0                                   | 218.4             | Ibaraki       | X | Parada de bus cerrada                                    |             | Mito               |                           |
| 9 IC                                                                                       | Intercambiador Mito                                               | Ruta Nacional 50                                                                                        | 82.0                                   | 218.4             | Ibaraki       | X | Parada de bus cerrada                                    | Cuatro      | Mito               |                           |
| PA                                                                                         | Área de parqueo Tano                                              | | 85.6                                   | 214.8             | Ibaraki       | |                                                          |             | Mito               |                           |
| BR                                                                                         | Paso nivel Tano                                                   | | ↓                                      | ↑                 | Ibaraki       | | Longitud - 454 m                                         |             | Mito               |                           |
| 9-1 SIC                                                                                    | Intercambiador smart Mito-Kita                                    | Ruta Nacional 123 Ruta Prefectural 51 (Ruta Mito Motegi)                                                | 87.7                                   | 212.7             | Ibaraki       | X | ETC Parada de bus cerrada                                |             | Mito               |                           |
| BR                                                                                         | Puente Nakagawa (Jōban)                                           | | ↓                                      | ↑                 | Ibaraki       | | Longitud - 500 m                                         |             | Mito               |                           |
| BS                                                                                         | Parada de bus                                                     | | ↓                                      | ↑                 | Ibaraki       | X | Cerrada                                                  | Naka        |                    |                           |
| 10 IC                                                                                      | Intercambiador Naka                                               | Ruta Prefectural 65 (Ruta Naka Inter)                                                                   | 93.8                                   | 206.6             | Ibaraki       | |                                                          | Naka        |                    |                           |
| BS                                                                                         | Parada de bus                                                     | | ↓                                      | ↑                 | Ibaraki       | X | Cerrada                                                  | Naka        |                    |                           |
| 10-1 SIC/PA                                                                                | Intercambiador smart/Área de parqueo Tōkai                        | Ruta Prefectural 62 (Ruta Hitachinaka Yamagata (Hitachiōmiya))                                          | 101.7                                  | 198,7             | Ibaraki       | |                                                          | Tōkai       |                    |                           |
| BR                                                                                         | Puente Kujigawa (Jōban)                                           | | ↓                                      | ↑                 | Ibaraki       | | Longitud - 680 m                                         | Naka        |                    |                           |
| BR                                                                                         | Puente Kujigawa (Jōban)                                           | Hitachi                                                                                                 | ↓                                      | ↑                 | Ibaraki       | | Longitud - 680 m                                         |             |                    |                           |
| 11 IC                                                                                      | Intercambiador Hitachiminami-Ōta                                  | Ruta Nacional 6 Ruta Nacional 293                                                                       | 105.3                                  | 195.1             | Ibaraki       | |                                                          |             |                    |                           |
| 11 IC                                                                                      | Intercambiador Hitachiminami-Ōta                                  | Ruta Nacional 6 Ruta Nacional 293                                                                       | 105.3                                  | 195.1             | Ibaraki       | 80 km/h |                                                          |             |                    |                           |
| TN                                                                                         | Túnel Hitachi                                                     | | ↓                                      | ↑                 | Ibaraki       | | Longitud - 2.440 m                                       | Hitachiōta  |                    |                           |
| TN                                                                                         | Túnel Hitachi                                                     | Hitachi                                                                                                 | ↓                                      | ↑                 | Ibaraki       | | Longitud - 2.440 m                                       |             |                    |                           |
| TN                                                                                         | Túnel Ōkubo-daiichi                                               | | ↓                                      | ↑                 | Ibaraki       | | Longitud - 99 m                                          |             |                    |                           |
| TN                                                                                         | Túnel Ōkubo-daini                                                 | | ↓                                      | ↑                 | Ibaraki       | | Longitud - 187 m                                         |             |                    |                           |
| TN                                                                                         | Túnel Ōkubo-daisan                                                | | ↓                                      | ↑                 | Ibaraki       | | Longitud - 1.004 m                                       |             |                    |                           |
| TN                                                                                         | Túnel Suwa-daiichi                                                | | ↓                                      | ↑                 | Ibaraki       | | Longitud - 1.078 m                                       |             |                    |                           |
| TN                                                                                         | Túnel Suwa-daini                                                  | | ↓                                      | ↑                 | Ibaraki       | | Longitud - 221 m                                         |             |                    |                           |
| TN                                                                                         | Túnel Narusawa                                                    | | ↓                                      | ↑                 | Ibaraki       | | Longitud - 850 m                                         |             |                    |                           |
| TN                                                                                         | Túnel Sukegawa                                                    | | ↓                                      | ↑                 | Ibaraki       | | Longitud - 1.811 m                                       |             |                    |                           |
| 11-1 IC/TB/PA                                                                              | Intercambiador Hitachi-Chūō/Peaje Hitachi/Área de parqueo Hitachi | | 117.5                                  | 182.9             | Ibaraki       | | No existe acceso gratuito                                |             |                    |                           |
| TN                                                                                         | Túnel Hirasawa                                                    | | ↓                                      | ↑                 | Ibaraki       | | Longitud - 129 m                                         |             |                    |                           |
| TN                                                                                         | Túnel Daiōin                                                      | | ↓                                      | ↑                 | Ibaraki       | | Longitud - 595 m                                         |             |                    |                           |
| TN                                                                                         | Túnel Kurakake                                                    | | ↓                                      | ↑                 | Ibaraki       | | Longitud - 1.866 m                                       |             |                    |                           |
| TN                                                                                         | Túnel Ogitsu                                                      | | ↓                                      | ↑                 | Ibaraki       | | Longitud - 203 m                                         |             |                    |                           |
| 12 IC                                                                                      | Intercambiador Hitachi-Kita                                       | Ruta Nacional 6 (Ogitsu bypass) Ruta Prefectural 10 (Ruta Hitachi Iwaki)                                | 124.3                                  | 176.1             | Ibaraki       | |                                                          |             |                    |                           |
| 12 IC                                                                                      | Intercambiador Hitachi-Kita                                       | Ruta Nacional 6 (Ogitsu bypass) Ruta Prefectural 10 (Ruta Hitachi Iwaki)                                | 124.3                                  | 176.1             | Ibaraki       | 100 km/h |                                                          |             |                    |                           |
| TN                                                                                         | Túnel Jūō                                                         | | ↓                                      | ↑                 | Ibaraki       | |                                                          |             |                    |                           |
| 13 IC                                                                                      | Intercambiador Takahagi                                           | Ruta Prefectural 67 (Ruta Takahagi Inter)                                                               | 135.2                                  | 165.2             | Ibaraki       | |                                                          | Takahagi    |                    |                           |
| SA                                                                                         | Área de servicio Nakagō                                           | | 136.6                                  | 163.8             | Ibaraki       | |                                                          | Kitaibaraki |                    |                           |
| 14 IC                                                                                      | Intercambiador Kitaibaraki                                        | Ruta Prefectural 69 (Ruta Kitaibaraki Inter)                                                            | 142.4                                  | 158.0             | Ibaraki       | |                                                          | Kitaibaraki |                    |                           |
| TN                                                                                         | Túnel Sekinami                                                    | | ↓                                      | ↑                 | Ibaraki       | | Longitud - 1.365 m                                       | Kitaibaraki |                    |                           |
| TN                                                                                         | Túnel Sekimoto                                                    | | ↓                                      | ↑                 | Ibaraki       | |                                                          | Kitaibaraki |                    |                           |
| PA                                                                                         | Área de parqueo Sekimoto                                          | | 150.3                                  | 150.1             | Ibaraki       | |                                                          | Kitaibaraki |                    |                           |
| 15 IC                                                                                      | Intercambiador Iwaki-Nakoso                                       | Ruta Nacional 289                                                                                       | 154.5                                  | 145.9             | ○             | | Iwaki                                                    | Fukushima   |                    |                           |
| IC                                                                                         | Intercambiador Iwaki-Onahama                                      | Ruta Prefectural 20 (Ruta Iwaki Kamimisakao)                                                            | 161.0                                  | 139.4             |               | | Iwaki                                                    | Fukushima   |                    |                           |
| 16 IC                                                                                      | Intercambiador Iwaki-Yumoto                                       | Ruta Prefectural 14 (Ruta Iwaki Ishikawa)                                                               | 167.1                                  | 133.3             | ○             | | Iwaki                                                    | Fukushima   |                    |                           |
| PA                                                                                         | Área de parqueo Yunotake                                          | | 169.4                                  | 131.0             |               | | Iwaki                                                    | Fukushima   |                    |                           |
| 16-1 JCT                                                                                   | Cruce intercambiador Iwaki                                        | E49 Ban-etsu Expressway                                                                                 | 171.2                                  | 129.2             |               | | Iwaki                                                    | Fukushima   |                    |                           |
| 17 IC                                                                                      | Intercambiador Iwaki-Chūō                                         | Ruta Nacional 49                                                                                        | 175.5                                  | 124.9             | ○             | | Iwaki                                                    | Fukushima   |                    |                           |
| 17 IC                                                                                      | Intercambiador Iwaki-Chūō                                         | Ruta Nacional 49                                                                                        | 175.5                                  | 124.9             | ○             | 70 km/h | Iwaki                                                    | Fukushima   | Dos                |                           |
| TN                                                                                         | Túnel Yoshima                                                     | | ↓                                      | ↑                 |               | 70 km/h | Iwaki                                                    | Fukushima   | Dos                |                           |
| BR                                                                                         | Puente Natsuigawa (Jōban)                                         | | ↓                                      | ↑                 |               | 70 km/h | Iwaki                                                    | Fukushima   | Dos                |                           |
| PA                                                                                         | Área de parqueo Yotsukura                                         | | 185.0                                  | 115.4             |               | 70 km/h | Iwaki                                                    | Fukushima   | Dos                |                           |
| 18 IC                                                                                      | Intercambiador Iwaki-Yotsukura                                    | Ruta Prefectural 35 (Ruta Iwaki Namie)                                                                  | 188.3                                  | 112.1             |               | 70 km/h | Iwaki                                                    | Fukushima   | Dos                |                           |
| TN                                                                                         | Túnel Ōhisa                                                       | | ↓                                      | ↑                 |               | 70 km/h | Iwaki                                                    | Fukushima   | Dos                |                           |
| 19 IC                                                                                      | Intercambiador Hirono                                             | Ruta Prefectural 393 (Ruta Kamikitaba Shimokitaba)                                                      | 202.1                                  | 98.3              | ○             | 70 km/h |                                                          | Fukushima   | Dos                | Hirono                    |
| BR                                                                                         | Puente Kidogawa                                                   | | ↓                                      | ↑                 |               | 70 km/h | Longitud - 1.392 m                                       | Fukushima   | Dos                | Naraha                    |
| PA/SIC                                                                                     | Área de parqueo Naraha /Intercambiador smart Naraha               | Ruta Prefectural 35 (Ruta Iwaki Namie)                                                                  | 207.4                                  | 93.0              |               | 70 km/h |                                                          | Fukushima   | Dos                | Naraha                    |
| 20 IC                                                                                      | Intercambiador Jōban-Tomioka                                      | Ruta Prefectural 36 (Ruta Ono Tomioka)                                                                  | 218.5                                  | 81.9              |               | 70 km/h |                                                          | Fukushima   | Dos                | Tomioka                   |
| IC                                                                                         | Intercambiador Ōkuma Nombre tentativo                             | |                                        |                   |               | 70 km/h | Estimado 2018                                            | Fukushima   | Dos                | Ōkuma                     |
| IC                                                                                         | Intercambiador Futaba Nombre tentativo                            | |                                        |                   |               | 70 km/h | Estimado 2019                                            | Fukushima   | Dos                | Futaba                    |
| 21 IC                                                                                      | Intercambiador Namie                                              | Ruta Nacional 114                                                                                       | 232.8                                  | 67.6              |               | 70 km/h |                                                          | Fukushima   | Dos                | Namie                     |
| 22 IC                                                                                      | Intercambiador Minami-Sōma                                        | Ruta Prefectural 12 (Ruta Haramachi Kawamata)                                                           | 251.2                                  | 49.2              |               | 70 km/h |                                                          | Fukushima   | Dos                | Minamisōma                |
| 22-1 SA/SIC                                                                                | Área de servicio/Intercambiador smart Minamisōma Kashima          | Ruta Prefectural 34 (Ruta Sōma Namie)                                                                   | 257.7                                  | 42.7              |               | 70 km/h |                                                          | Fukushima   | Dos                | Minamisōma                |
| 23 JCT                                                                                     | Cruce intercambiador Sōma                                         | E13 Tōhoku-Chūō Expressway (Carretera Sōma Fukushima) Ruta Nacional 115                                 | 265.6                                  | 34.8              |               | 70 km/h | Carretera Sōma Fukushima en construcción · Estimado 2019 | Fukushima   | Dos                | Sōma                      |
| 24 IC                                                                                      | Intercambiador Shinchi                                            | Ruta Nacional 113                                                                                       | 274.1                                  | 26.3              |               | 70 km/h |                                                          | Fukushima   | Dos                | Shinchi                   |
| 24-1 SIC                                                                                   | Intercambiador smart Yamamoto Minami                              | Ruta Prefectural 44 (Ruta Kakuda Yamamoto)                                                              | 280.6                                  | 19.8              |               | 70 km/h |                                                          | Yamamoto    | Dos                | Miyagi                    |
| 25 IC                                                                                      | Intercambiador Yamamoto                                           | Ruta Nacional 6 Ruta Prefectural 272 (Ruta Kakuda Yamashita)                                            | 288.9                                  | 11.5              |               | 70 km/h |                                                          | Yamamoto    | Dos                | Miyagi                    |
| 25-1 PA/SIC                                                                                | Área de parqueo/Intercambiador smart Torinōmi                     | Ruta Prefectural Fukushima- Miyagi 38 (Ruta Sōma Watari)                                                | 295.0                                  | 5.4               |               | 70 km/h |                                                          | Watari      | Dos                | Miyagi                    |
| 26 IC                                                                                      | Intercambiador Watari                                             | Ruta Prefectural 269 (Ruta Watari Inter)                                                                | 300.4                                  | 0.0               |               | 70 km/h |                                                          | Watari      | Dos                | Miyagi                    |
| A través de E6 Carretera Sendai-Tōbu, E45 Sanriku Expressway & E6 Carretera Sendai-Hokubu. |                                                                   | |                                        |                   |               | |                                                          |             |                    |                           |

### Área Sendai (Intercambiador Watari - Intercambiador Tomiya-kita)

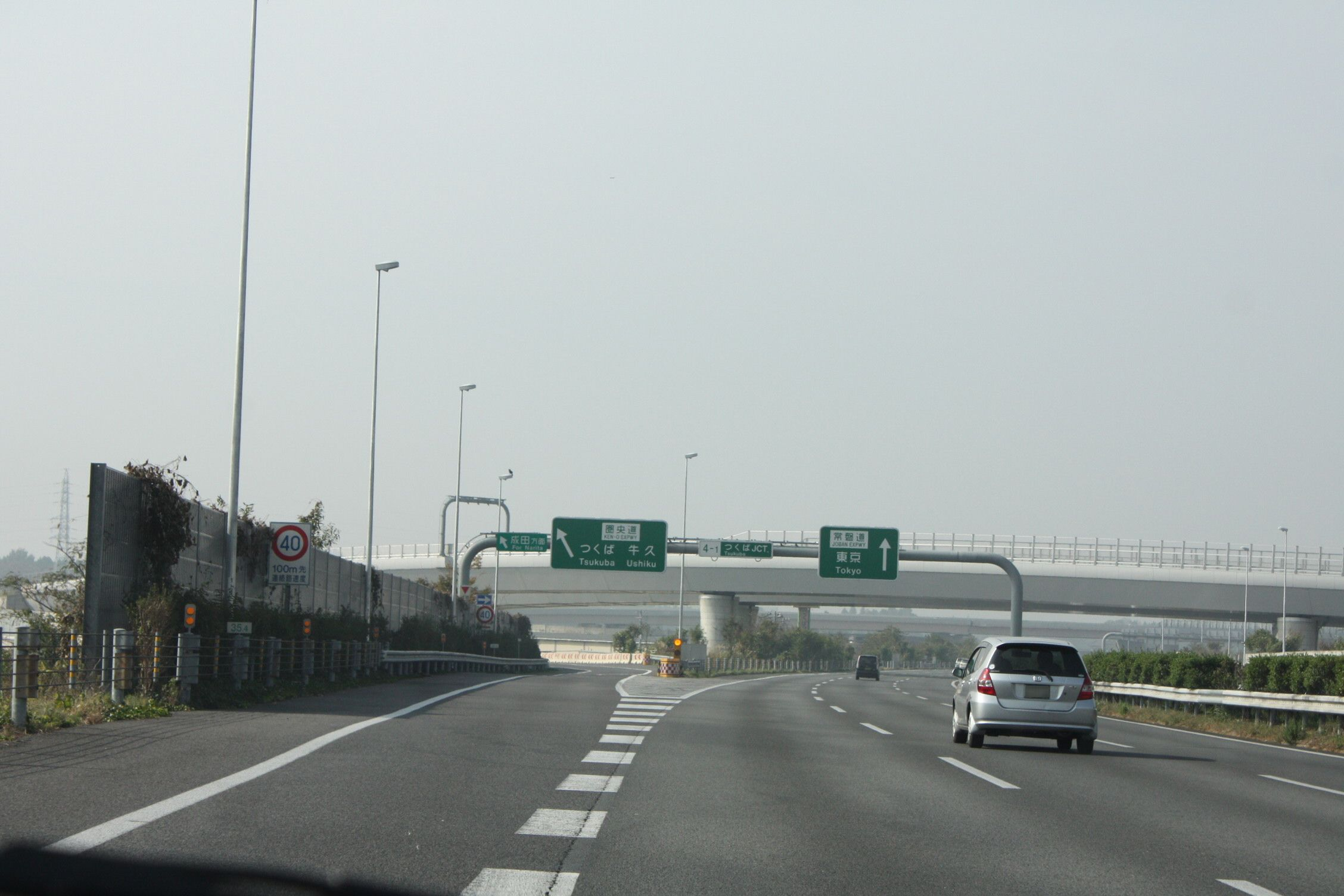
Cruce intercambiador Tsukuba

- Intercambiador Watari - Intercambiador Sendaikō-kita : Carretera Sendai-Tōbu
- Intercambiador Sendaikō-kita - Cruce intercambiador Rifu : Sanriku Expressway (Carretera Senen)
- Cruce intercambiador Rifu - Intercambiador Tomiya-kita : Carretera Sendai-Hokubu

| N.º      | Nombre                                  | Conexiones                                          | Dist. de Origen | Dist. de Terminal | Parada de bus | Notas            | Velocidad Límite | Carriles         | Localización       | Localización |
| -------- | --------------------------------------- | --------------------------------------------------- | --------------- | ----------------- | ------------- | ---------------- | ---------------- | ---------------- | ------------------ | ------------ |
| 1 IC     | Intercambiador Watari                   | Ruta Prefectural 269 (Ruta Watari Inter)            | 0.0             | 42.3              |               |                  | 70 km/h          | Dos              | Watari             | Miyagi       |
| BR       | Puente Shinabukukuma                    |                                                     | ↓               | ↑                 |               | Longitud - 528 m | 70 km/h          | Dos              | Watari             | Miyagi       |
| BR       | Puente Shinabukukuma                    | Iwanuma                                             | ↓               | ↑                 |               | Longitud - 528 m | 70 km/h          | Dos              |                    | Miyagi       |
| 2 IC     | Intercambiador Iwanuma                  | Ruta Prefectural 125 (Ruta Iwanuma Kaihin Ryokuchi) | 2.2             | 40.1              |               |                  | 70 km/h          | Dos              |                    | Miyagi       |
| 2 IC     | Intercambiador Iwanuma                  | Ruta Prefectural 125 (Ruta Iwanuma Kaihin Ryokuchi) | 2.2             | 40.1              | 100 km/h      | Cuatro           |                  |                  |                    | Miyagi       |
| 3 IC     | Intercambiador Aeropuerto de Sendai     | Ruta Prefectural 20 (Ruta Sendai Airport)           | 5.5             | 36.8              | 100 km/h      | Cuatro           |                  |                  | Natori             | Miyagi       |
| 3-1 SIC  | Intercambiador smart Natori Chūō        |                                                     | 7,8             | 34.5              | 100 km/h      | Cuatro           |                  |                  | Natori             | Miyagi       |
| 4 IC     | Intercambiador Natori                   | Ruta Prefectural 129 (Ruta Yuriagekō)               | 12.2            | 30.1              | 100 km/h      | Cuatro           |                  |                  | Natori             | Miyagi       |
| BR       | Puente Natorigawa                       |                                                     | ↓               | ↑                 | 100 km/h      | Cuatro           |                  | Longitud - 530 m | Natori             | Miyagi       |
| BR       | Puente Natorigawa                       | Wakabayashi-ku Sendai                               | ↓               | ↑                 | 100 km/h      | Cuatro           |                  | Longitud - 530 m |                    | Miyagi       |
| 5 JCT    | Cruce intercambiador Sendai-Wakabayashi | E48 Carretera Sendai-Nanbu                          | 15.2            | 27.1              | 100 km/h      | Cuatro           |                  |                  |                    | Miyagi       |
| 6 IC     | IntercambiadorSendai-Higashi            | Ruta Prefectural 23 (Ruta Sendai Shiogama)          | 19.6            | 22.7              | 100 km/h      | Cuatro           |                  |                  |                    | Miyagi       |
| 7 IC     | Intercambiador Sendaikō                 | Ruta Prefectural 10 (Ruta Shiogama Watari)          | 23.0            | 19.3              | 100 km/h      | Cuatro           |                  |                  | Miyagino-ku Sendai | Miyagi       |
| 1 IC     | Intercambiador Sendaikō-Kita            | Ruta Nacional 45                                    | 24.8            | 17.5              |               |                  |                  |                  | Miyagino-ku Sendai | Miyagi       |
| 1 IC     | Intercambiador Sendaikō-Kita            | Ruta Nacional 45                                    | 24.8            | 17.5              | 70 km/h       | Dos              |                  |                  | Miyagino-ku Sendai | Miyagi       |
| 1-1 IC   | Intercambiador Tagajō                   | Ruta Prefectural 35 (Ruta Izumi Shiogama)           | ↓               | ↑                 | 70 km/h       | Dos              |                  |                  | Tagajō             | Miyagi       |
| 2 JCT    | Cruce intercambiador Rifu               | E45 Sanriku Expressway                              | 28.8            | 13.5              | 70 km/h       | Dos              |                  |                  | Rifu               | Miyagi       |
| 1 IC     | Intercambiador Rifu-Shirakashidai       | Ruta Prefectural 3 (Ruta Shiogama Yoshioka)         | 34.0            | 8.3               | 70 km/h       | Dos              |                  |                  | Rifu               | Miyagi       |
| 29-1 JCT | Cruce intercambiador Tomiya JCT         | E4 Tōhoku Expressway                                | 40.6            | 1.7               | 70 km/h       | Dos              |                  |                  | Tomiya             | Miyagi       |
| 2 IC     | Intercambiador Tomiya-Kita              | Ruta Nacional 4                                     | 42.3            | 0.0               | 70 km/h       | Dos              |                  |                  | Tomiya             | Miyagi       |